# Municipio de Socoltenango
El municipio de Socoltenango es uno de los 124 municipios en los que se encuentra dividido el estado mexicano de Chiapas. Se encuentra en la región central del estado conocida como "Los Llanos".

## Toponimia
Socoltenango significa "población de los cántaros fortificada" del nahuatl sotsokoli, cántaro y tenamko, población fortificada.

## Geografía
La mayor parte de su territorio es accidentado. Principalmente en las zonas de los altos quienes los habitantes han deteriorado para realizar siembras y otro tipo de actividades. 

### Clima
El clima predominante es semicálido subhúmedo con lluvias en verano y la vegetación es de selva baja. 

### Hidrografía
Su principal afluente es el río San Vicente, otros cursos de agua son los arroyos El Amate, Crucial, Navalam, Solís, Canaquilla, Ushkupul y el Paso. Parte del embalse de la presa La Angustura ocupa territorio de este municipio.

## Demografía
En el censo de 2020 el municipio de Socoltenango contaba con 99 localidades.
| Código INEGI      | Localidad         | Población (2020) |
| ----------------- | ----------------- | ---------------- |
| 070830001         | Socoltenango      | 5 244            |
| 070830036         | Tzinil            | 1 339            |
| Otras localidades | Otras localidades | 12 509           |
| Total municipal   | Total municipal   | 19 092           |